# Feeling Good Is Good Enough
Feeling Good Is Good Enough è il terzo album della band statunitense ASG, pubblicato nel 2005 dalla Volcom Entertainment Records.

## Tracce
1. Feeling Good Is Good Enough – 3:54
2. Dusty Roads – 3:51
3. Act Like You Know – 3:35
4. John Wayne – 3:43
5. Killers for Hire – 3:45
6. Horse Whipper – 4:24
7. Going Through Hell – 2:55
8. Yes, We Are Aware – 2:58
9. Matadors of the Heart – 2:53
10. Thirsting for More – 3:43
11. Cracks in the Sky – 3:21